# Mules

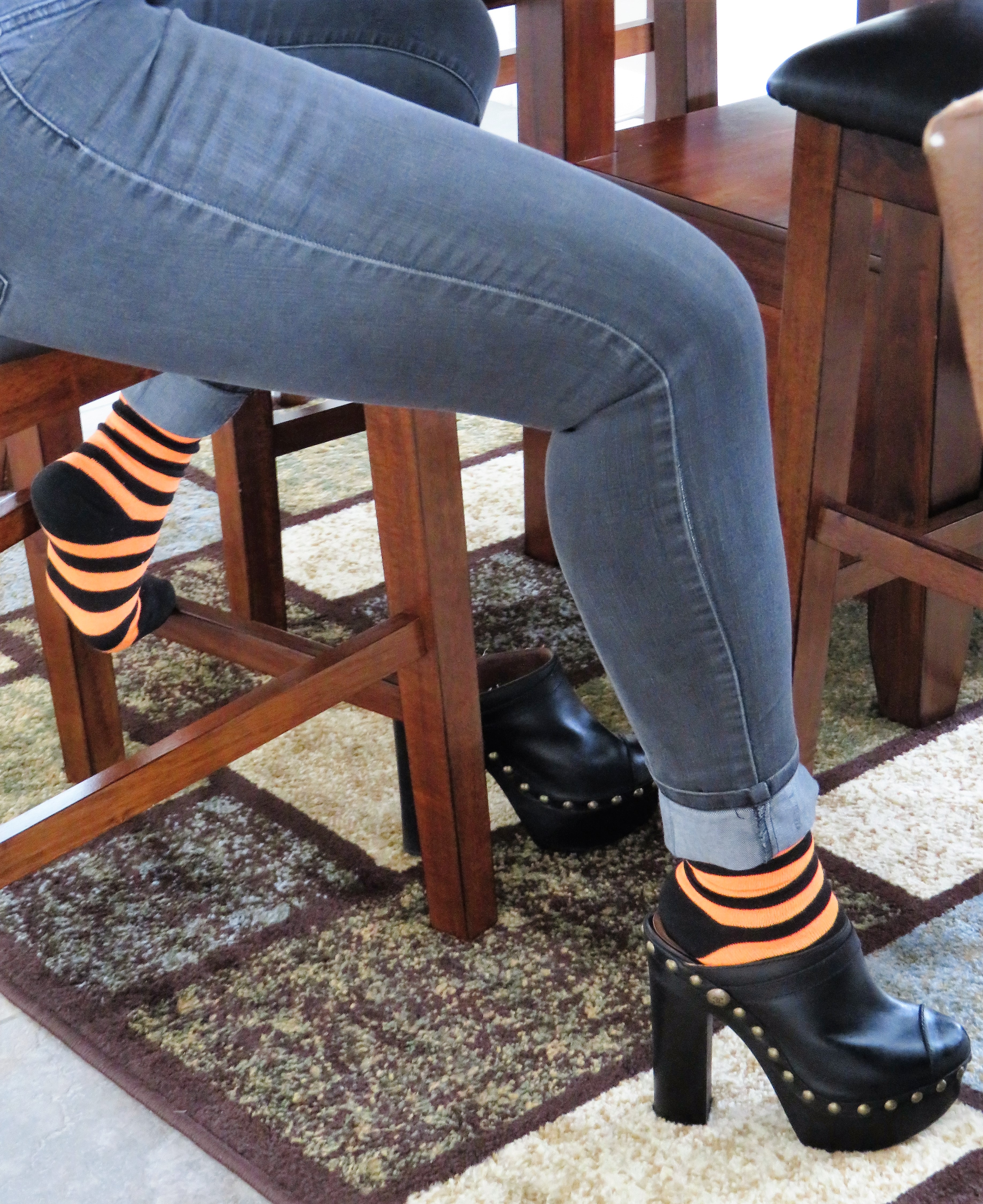
Žena obutá v mules

Mules (vyslovujeme „mjuls“) je druh obuvi vyznačující se otevřenou patou a naopak uzavřenou přední částí obuvi. Vhodné jsou proto na období brzkého či pozdního léta, kdy je sice přes den teplo, nicméně rána jsou již chladná. Produkovat je začala módní značka Gucci, jež se inspirovala tímto druhem bot populárním v padesátých letech 20. století, nicméně postupem času je vyrábějí i další obuvnické společnosti. Výhodou mules je skutečnost, že je lze obout k různému ošacení. Zároveň jejich nositelům vlivem volné paty nehrozí otlačení či odření pat a navíc ani není nutné zavazovat tkaničky jako u sportovních bot.